# Ангелівка (Калуський район)
А́нгелівка — село в Вигодській громаді Калуського району Івано-Франківської області України.

## Географія
Селом тече річка Чорний потік (Нягрин).

## Назва
Найдавніша назва звучить «Лази». У метричній книзі за вересень 1820 року поселення позначено як «Lazy na Zamczysku» (Лази на Замчиску). З 1811 року після поселення на цій землі, яка належала до Велдіжа, німецьких поселенців-протестантів для поселення вживалась назва «Engelsberg» (Енґелзберг — янгольська гора). Контракт на поселення підписаний Юзефом Матковським 1812 року (Collonie Engelsberg). На початку ХХ ст. тут проживало 312 протестантів, які належали до пасторату Уґартсталь. При владі Польщі назва звучала «Ангеловка». З 18 лютого 1939 року перейменовано в Анєлін («Anielin»). За радянської влади приєднане до с. Підліски, село відновлене 20 червня 1989 року.

## Історія
У 1939 році в селі проживало 250 мешканців (10 українців, 5 євреїв і 235 німців).

## Населення

### Мова
Розподіл населення за рідною мовою за даними перепису 2001 року:
| Мова       | Кількість | Відсоток |
| ---------- | --------- | -------- |
| українська | 315       | 100%     |

## Пам'ятки
У селі є церква, освячена 1864 року, діє до сьогодні

## Відомі люди
- Литвинець Микола Костянтинович-«Комар» — командир рою куреня «Дзвони», лицар Золотим хрестом бойової заслуги 1-го класу. Загинув у селі.